# 多巴胺受體D2
多巴胺受體D2（簡稱D2R），為轉譯自 DRD2 基因的一種多巴胺受體蛋白。D2R最早於1975年為Philip Seeman所發現，並將其命名為「抗精神疾患性多巴胺受體」（antipsychotic dopamine receptor）。D2R為所有抗精神病药物的作用標的。

## 功能
D2R屬於一種多巴胺受體，並會與Gi結合。Gi為G蛋白偶联受体的一種亞型，會抑制腺苷酸环化酶的活性。
在小鼠中，齒狀回的neuronal calcium sensor-1（NCS-1）會影響D2R在細胞膜的表現量。這項機制會影響突触可塑性及記憶形成。
在苍蝇中，激活D2受体能够保护多巴胺神经元免受 MPP+（一种类似帕金森氏症的毒素）引起的细胞死亡。。

## 同型體
此基因的选择性剪接产生三种不同编码亚型的转录变体。
长形式（D2Lh）具有"规范"的序列，并作为经典突触后蛋白发挥作用。短形式（D2Sh）在突触前作为调节突触间隙中多巴胺水平的自身受体发挥作用。D2Sh受体激动时抑制多巴胺释放，拮抗时增加多巴胺释放。第三种D2（更长）的形式不同于270V被VVQ取代的规范序列。

## 基因組
等位基因變異：
- A-241G
- C132T、G423A、T765C、C939T、C957T（英语：C957T），以及G1101A[15]
- Cys311Ser
- -141C insertion/deletion[16]The polymorphisms have been investigated with respect to association with schizophrenia.[17]

Some researchers have previously associated the polymorphism Taq 1A (rs1800497) to the DRD2 gene.
However, the polymorphism resides in exon 8 of the ANKK1 gene.DRD2 TaqIA polymorphism has been reported to be associated with an increased risk for developing motor
fluctuations but not hallucinations in Parkinson's disease.

## 配體
大多数较老的抗精神病药如氯丙嗪或氟哌啶醇是多巴胺D2受体的非选择性拮抗剂，最多仅对"D2样家族"受体具有选择性，因此与D2、D3、D4以及许多其他受体都可以结合，例如血清素和组胺受体，导致一系列副作用使得它们不适合科学研究。类似，用于治疗帕金森病的较旧的多巴胺激动剂例如溴隐亭和卡麦角林，对一种多巴胺受体的选择性较差，尽管这些药物中大多数确实能起到D2激动剂的作用，但它们也会影响其他多巴胺受体，亚型也是。现今有几种选择性D2配体 (生物化学)可以使用，并且随着进一步的研究，这个数字可能会增加。

### 受體致活劑
- 溴隱亭（Bromocriptine）：完全受體致活劑
- Cabergoline（英语：Cabergoline）（Caberl）
- N,N-Propyldihydrexidine：D1/D5受體制活劑dihydrexidine（英语：dihydrexidine）的類似物，對節後神經元的D2R親和性比節前神經元的D2自體受器（英语：autoreceptor）高。
- Piribedil：同時也是 D3 受體致活劑及腎上腺素α2受體拮抗劑
- Pramipexole（英语：Pramipexole）：同時也是D3、D4受體致活劑
- Quinelorane（英语：Quinelorane）：affinity for D2 > D3
- Quinpirole（英语：Quinpirole）：同時也是D3受體致活劑
- Ropinirole：完全受體致活劑
- Sumanirole（英语：Sumanirole）：高選擇性完全受體致活劑
- Talipexole（英语：Talipexole）：對D2的親和性高於其他的多巴胺受體，但同時也是腎上腺素α2受體制活劑及5-HT3受體拮抗劑。

### 部分受體致活劑
- Aplindore（英语：Aplindore）
- 阿立哌唑（Aripiprazole，在美國合法）[21]
- Brexpiprazole（英语：Brexpiprazole）/OPC-34712（英语：OPC-34712）
- Cariprazine（英语：Cariprazine）
- RP5063（英语：RP5063）
- GSK-789,472（英语：GSK-789,472） – Also D3 antagonist, with good selectivity over other receptors [22]
- 氯胺酮（Ketamine，同時也為NMDA受體拮抗劑）
- LSD – in vitro, LSD was found to be a partial agonist and potentiates dopamine-mediated prolactin secretion in lactotrophs.[23]LSD is also a 5-HT2A agonist.
- 莫达非尼（Modafinil）
- Roxindole（英语：Roxindole） (only at the D2 autoreceptors)
- OSU-6162：亦為5-HT2A部分受體致活劑，acts as "dopamine stabilizer"
- Salvinorin A（英语：Salvinorin A）：亦為κ-鴉片類受體致活劑（英语：Κ-opioid receptor）。

### 受體拮抗劑
- Atypical antipsychotics（英语：Atypical antipsychotics）
- Desmethoxyfallypride（英语：Desmethoxyfallypride）
- Domperidone – D2 and D3 antagonist; does not cross the blood-brain barrier
- Eticlopride（英语：Eticlopride）
- Fallypride（英语：Fallypride）
- Hydroxyzine (Vistaril, Atarax)
- Itopride（英语：Itopride）
- L-741,626（英语：L-741,626）  – highly selective D2 antagonist
- C11 Raclopride（英语：Raclopride） radiolabled – commonly employed in positron emission tomography studies[24]
- Typical antipsychotics（英语：Typical antipsychotics）
- SV 293[25]
- Yohimbine

D2sh selective (presynaptic autoreceptors)
- 氨磺必利 (low doses)
- UH-232

### 異位調控因子
- Homocysteine – 負向異位調控因子（英语：allosteric modulator）[26]
- PAOPA[27]
- SB-269,652 [28][29][30]

### Functionally selective ligands
- 參見參考文獻[31]。

## Protein–protein interactions
多巴胺受体 D2 已被证明与EPB41L1、PPP1R9B 和 NCS-1 相互作用。

### Receptor oligomers
The D2 receptor forms receptor heterodimers in vivo (in living animals) with other G protein-coupled receptors; these include:
- D1–D2 dopamine receptor heteromer
- D2–adenosine A2A
- D2–ghrelin receptor（英语：ghrelin receptor）
- D2sh–TAAR1（英语：TAAR1）[note 1]

The D2 receptor has been shown to form hetorodimers in vitro (and possibly in vivo) with DRD3,DRD5,and 5-HT2A.

## 外部連結
- 醫學主題詞表（MeSH）：Receptors,+Dopamine+D2
- Pappas, Stephanie. . Imaginova Corp. LiveScience.   [20 January 2011].

多巴胺受體D2引用了美国国家医学图书馆提供的資料，这些資料属于公共领域。
Template:Dopaminergics